# Shafer Peak
Shafer Peak är en bergstopp i Antarktis. Den ligger i Östantarktis. Nya Zeeland gör anspråk på området. Toppen på Shafer Peak är 3 606 meter över havet, eller 334 meter över den omgivande terrängen. Bredden vid basen är 5,7 km.
Terrängen runt Shafer Peak är kuperad åt nordost, men åt sydväst är den bergig. Trakten är obefolkad. Det finns inga samhällen i närheten. 